# Jezernice (Horvátország)
 Jezernice  falu Horvátországban Zágráb megyében. Közigazgatásilag Zsumberkhez tartozik.

## Fekvése
Zágrábtól 50 km-re délnyugatra községközpontjától Kostanjevactól 10 km-re északnyugatra a Zsumberki-hegység déli lejtőin fekszik.

## Története
Az 1830-as urbárium szerint 11 háza és 123 görögkatolikus lakosa volt. A sošicei Szent Péter és Pál plébániához tartozott. 1857-ben 151, 1910-ben 111 lakosa volt. Trianon előtt Zágráb vármegye Jaskai járásához tartozott. 1991-óta nincs állandó lakossága.

## Lakosság
| Lakosság változása | Lakosság változása | Lakosság változása | Lakosság változása | Lakosság változása | Lakosság változása | Lakosság változása | Lakosság változása | Lakosság változása | Lakosság változása | Lakosság változása | Lakosság változása | Lakosság változása | Lakosság változása | Lakosság változása | Lakosság változása |
| ------------------ | ------------------ | ------------------ | ------------------ | ------------------ | ------------------ | ------------------ | ------------------ | ------------------ | ------------------ | ------------------ | ------------------ | ------------------ | ------------------ | ------------------ | ------------------ |
| 1857               | 1869               | 1880               | 1890               | 1900               | 1910               | 1921               | 1931               | 1948               | 1953               | 1961               | 1971               | 1981               | 1991               | 2001               | 2011               |
| 151                | 165                | 176                | 156                | 145                | 111                | 116                | 113                | 62                 | 81                 | 66                 | 14                 | 8                  | 0                  | 0                  | 0                  |

## Külső hivatkozások
- Žumberak község hivatalos oldala
- A Zsumberki közösség honlapja